# 보성경찰서
보성경찰서(寶城警察署, Bosung Police Station)는 전라남도경찰청이 관할하는 경찰서 중 하나이다. 전라남도 보성군 일원을 관할한다. 보성경찰서장은 총경으로 보한다. 전라남도 보성군 보성읍 중앙로 88 (보성리 738-2)에 위치하고 있다.

## 연혁
- 1945년 11월 18일 보성경찰서 설치

## 조직
| - 감사관실 - 경무과 - 경무계 - 경리계 | - 생활안전교통과 - 생활안전계 - 교통조사계 - 교통관리계 - 민원실 | - 수사과 - 수사지원팀 - 지능범죄수사팀 - 강력팀 | - 정보보안과 - 정보보안계 - 경비작전계 |

## 관할 파출소
보성경찰서는 8개의 파출소를 산하에 두고 있다.
| 명칭       | 사진 | 주소                | 관할구역       | 치안센터                  |
| ---------- | ---- | ------------------- | -------------- | ------------------------- |
| 읍내파출소 |      | 보성읍 송재로 278   | 보성읍, 웅치면 | 웅치치안센터              |
| 벌교파출소 |      | 벌교읍 채동선로 254 | 벌교읍         | 낙성치안센터 장도치안센터 |
| 복내파출소 |      | 복내면 송재로 1812  | 복내면, 문덕면 | 문덕치안센터              |
| 조성파출소 |      | 조성면 조성로 95    | 조성면         |                           |
| 예당파출소 |      | 득량면 예당길 181   | 득량면         | 득량치안센터              |
| 겸백파출소 |      | 겸백면 충의로 2466  | 겸백면, 율어면 | 율어치안센터              |
| 미력파출소 |      | 미력면 송재로 593   | 미력면, 노동면 | 노동치안센터              |
| 회천파출소 |      | 회천면 우암1길 7    | 회천면         |                           |

## 사건·사고 및 논란

### 모녀 성폭행 사냥꾼 사건 부실수사 비판
2012년 6월 16일 SBS <그것이 알고 싶다>의 '사냥꾼과 두 여인'편에서 전라남도 보성군에서 지적장애가 있는 부부에게 접근, 남편을 몰아낸 뒤 모녀에게 성폭행과 폭행을 일삼고 이들의 재산까지 빼돌린 40대 파렴치한 사냥꾼이 소개되었다. 이 과정에서 보성경찰서 측이 장애 부부의 가정을 파탄낸 것도 모자라 10대 딸까지 성폭행한 중년 남성을 제대로 수사하지 않은 사실이 방송 프로그램을 통해 드러나 비판을 받고 있다. 특히 경찰은 전문가의 상담을 통해 모녀의 피해가 드러난 뒤 이뤄진 신고에도 사냥꾼에 대한 구속영장을 신청하지 않아 도주를 야기한 점도 확인돼 공분을 사고 있다. 시청자들은 보성경찰서 웹사이트 자유게시판에 경찰서장의 파면과 직원들의 반성을 요구하는 항의 글을 잇따라 게재하였다.
이에 대해 전라남도지방경찰청 관계자는 6월 17일 뉴스1과의 통화를 통해 "신고 당시 모녀가 피해에 대한 입장을 번복하는 바람에 어쩔 수 없었다"며 "사냥꾼을 구속할 수 있는 상황도 아니었다"고 해명했다.